# 3482 Lesnaya
3482 Lesnaya (1975 VY4) là một tiểu hành tinh vành đai chính được phát hiện ngày 2 tháng 11 năm 1975 bởi T. Smirnova ở Nauchnyj.